# Морська війна
Морська війна полягає в збройній боротьбі на морях, океанах, або будь-яких інших великих водоймах, таких як великі озера та широкі річки.

## Театр та методи
Згідно із законами і звичаями морської війни, військово-морські операції можуть здійснюватися тільки військово-морськими силами воюючих держав і тільки в межах театру морської війни, до якого належать:
- відкрите море,
- територіальні та внутрішні води воюючих держав,
- повітряний простір над ними.

Особливий пільговий режим під час війни на морі встановлений для торговельних і пасажирських суден воюючих держав. Так, торгові і пасажирські судна, які прямують у відкритому морі без охорони, захищаються відповідними нормами міжнародного права від незаконного затоплення або нападу без попередження; торгові судна мають право відвідувати нейтральні порти і проводити в них вантажні операції з невійськовими вантажами, причому термін перебування їх в таких портах, на відміну від військових кораблів, не обмежений. Закони та звичаї морської війни забороняють бомбардування морськими силами незахищених портів, міст, селищ, жител і будов. Особливо регламентовані правила морської блокади.
Під час морської війни можуть піддаватися захопленню не тільки ворожі торгові судна, а й торгові судна нейтральних держав у разі порушення ними блокади, перевезення військової контрабанди або надання послуг воюючій державі. Міжнародне право докладно регулює питання, пов'язані з правовим режимом торговельного судна під час війни на морі.

## Історія

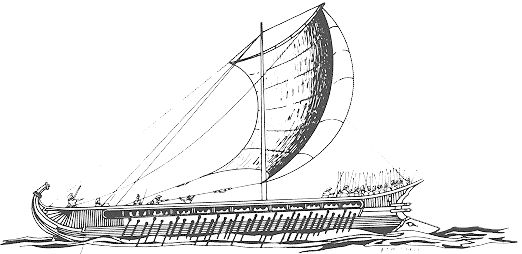
Антична трирема на веслах.

Людство у своїх війнах веде бої на морі понад 3000 років. Сухопутні війни здавалося б, повністю віддалені від військових дій у відкритому океані, хоча це не обов'язково так. Сухопутна навігація, до появи великих залізниць була вкрай залежною від річкових систем і каналів.
Останні мають вирішальне значення в розвитку сучасного світу: вони використовувалися для обігу великих обсягів товару і сировини у Сполученому Королівстві, Нідерландах і Північній Німеччині — країнах, де зародилася промислова революція. До 1750 року, альтернативи переміщенню вантажів річками або морем не було. Таким чином армії з їх непомірними потребами в продуктах харчування, боєприпасах і кормах, були прив'язані до долин річок протягом століть.
Минулий вплив водяних шляхів сполучення постає перед нами ще з творів Гомера і класичних творів античності як наприклад «Одіссея». Перська імперія — єдина і сильна — не змогла здолати міць афінського флоту, що складався з флотів менших грецьких міст. Фінікія і Єгипет, Карфаген і Рим залежали від безпеки своїх морських сполучень.
Перевага на морі, дозволила Венеційській республіці домінувати в торгівлі на Великому шовковому шляху і Середземномор'ї протягом століть. Протягом трьох століть вікінги в своїх рейдах прямували туди, куди вони бажали, далеко в центральну Росію та Україну, і навіть до Константинополя (через Чорне море і Гібралтарську протоку).